# هیو گرین
هیو گرین (انگلیسی: Hugh Greene; ۱۵ نوامبر ۱۹۱۰ – ۱۹ فوریهٔ ۱۹۸۷) Television executive، روزنامه‌نگار اهل بریتانیا بود.